# فرانک کوگلر
فرانک کوگلر (انگلیسی: Frank Kugler; ۲۹ مارس ۱۸۷۹ – ۷ ژوئیهٔ ۱۹۵۲) وزنه‌بردار و کشتی‌گیر اهل ایالات متحده آمریکا بود.